# Cube 2
Pour les articles homonymes, voir Cube 2: Sauerbraten.
Série
Cube
(1997) Cube Zero
(2004)
Pour plus de détails, voir Fiche technique et Distribution.
Cube²: Hypercube (Cube 2: Hypercube) est un film de science-fiction horrifique canadien réalisé par Andrzej Sekuła, sorti en 2002.
Il est la suite de Cube (1997) réalisé par Vincenzo Natali. Un autre film est sorti directement en vidéo en 2004, Cube Zero, mais il s'agit d'une préquelle de Cube.

## Synopsis
Une jeune femme se réveille dans une pièce cubique. Elle explore sommairement les lieux mais en ouvrant une des issues placées au milieu des murs, elle pousse un cri, attrapée et tirée de force.
Paniqué et effrayé, un homme en costume ouvre frénétiquement les panneaux d’issue et constate qu’aucun numéro n’est inscrit, se lamentant de ne pas pouvoir se repérer. Il ouvre sa mallette reliée à son poignet par des menottes mais cette dernière est complètement vide. Effondré, l’homme pleure.
Réveillé, un homme en blouson de cuir explore les lieux et rencontre Jerry, qui se présente comme un employé sans histoire. L’homme dit s’appeler Simon et être consultant en entreprises. Jerry a noté les particularités des lieux, essayant de se repérer en numérotant les pièces dans lesquelles il circule. Le duo rencontre vite d’autres prisonniers. Kate, une psychothérapeute, Sasha, une jeune femme aveugle et effrayée, Max, développeur de jeu et madame Paley, une dame âgée et atteinte de la maladie d’Alzheimer. Ils rencontrent ensuite l’homme en costume qu’ils sauvent alors qu’il était sur le point de se pendre avec sa ceinture. Ce dernier leur annonce qu’ils devront résoudre le code s’ils veulent sortir des lieux. Le mur opposé se met alors à vibrer et semble se dédoubler, avançant lentement. Le groupe fuit dans la pièce adjacente, mais le colonel s’enchaîne, refusant d’être sauvé malgré lui. Kate est forcée de le quitter et semble apercevoir son double la regarder de l’autre côté du mur trouble.
Au cours de leur exploration, le groupe s’aperçoit que certaines pièces ont un sens de la gravité inversé. Ils rencontrent Julia, une avocate californienne. Dans son délire verbal, Mme Paley révèle qu’elle connait la structure de l’endroit, un hypercube, où 4 dimensions spatiales définissent les lieux. Jerry admet avoir contribué à la construction de l’endroit, ayant conçu les panneaux de passage à commande palmaire. Kate note qu’un nombre revient souvent, tracé par une main inconnue. Dans la pièce suivante, le groupe découvre un inconnu, mort, les murs et son torse couverts par des équations. Mme Paley et Max reconnaissent la victime, un spécialiste de la théorie quantique et lié à la société Izon.
En mettant les choses cartes sur table, chaque membre du groupe s’aperçoit que tous sont liés pour avoir été en contact avec la société Izon, un important fabricant d’armes, à l’exception de Kate et de Sasha. Pensant rejoindre sa belle-fille, Mme Paley ouvre un panneau où elle s’aperçoit se faire poignarder par Simon juste avant qu’une déformation de l’espace ne décapite ce dernier. Jerry pense que le cube est lié à d’autres univers et qu’ils rencontreront d’autres versions d’eux-mêmes. S’étant vu mourir, Simon commence à montrer des signes de perturbation psychologique. 
Grâce à sa cécité, Sasha repère un son et le groupe assiste à la formation d’un étrange réseau cubique qui devient hostile. Le groupe fuit, mais Jerry est attrapé et déchiqueté par la matrice dimensionnelle. Kate revient en arrière pour sauver Sasha. Ce n’est qu’en demeurant immobiles assez longtemps que les deux jeunes femmes provoquent le désamorçage du piège.
Le groupe est désormais séparé. Simon pense que Mme Paley est une espionne et l’attache. Quand une perturbation spatiale apparaît dans la pièce, Simon tente de sauver sa victime, mais est contraint de la tuer avant de fuir, n’ayant plus la possibilité matérielle de la détacher. Max et Julia tentent leur chance de leur côté désormais. Julia se révèle travailler pour Izon et conseille à Max de renoncer aux poursuites judiciaires qu’il a engagé contre une filiale du groupe pour lui avoir volé des concepts intégrés à ses jeux vidéo en ligne. Elle embrasse ce dernier, poussée par la passion et le couple commence à faire l’amour. Ils ignorent se trouver dans une pièce au temps dilaté et perdus dans leur plaisir, ils vieillissent de façon accélérée et meurent de vieillesse.
Affamé, Simon perd l’esprit. Rencontrant un Jerry alternatif, il le tue et commence à le dévorer. Il fait de même avec la jeune femme qu’il était censé retrouver pour le compte de ses parents et qui était dans le cube également.
Kate est horrifiée de rencontrer une version complète et parallèle du groupe, morts de faim depuis des lustres. Elle s’aperçoit que la pièce se couvre lentement des écrits présents dans les différentes pièces. Sasha en conclut que l’hypercube commence à se rétracter et les pièces à fusionner, ce qui entraînera l’effondrement de la structure. Kate comprend que Sasha en sait beaucoup plus et cette dernière admet être une célèbre pirate informatique qui a livré à Izon les théories mathématiques nécessaires pour créer l’hypercube. Remplie de remords, elle s’est laissé enfermer dans sa propre création pour échapper à Izon.
Kate retrouve Simon et arrive à lui crever un œil. Se retournant, elle aperçoit un Simon vieilli et borgne ayant pris Sasha en otage. Ayant admis qu’il n’y avait pas d’issue, Sasha a la nuque brisée avant que Kate ne parvienne à tuer Simon. En voyant les différentes versions de la montre de Jerry au poignet de Simon, Kate comprend que les chiffres donnent le moment où l’hypercube s’effondrera. Elle s’empare du collier de Sasha et attend le dernier moment pour ouvrir le dernier panneau alors que la structure s’effondre. Kate saute dans le vide et se retrouve dans un hangar en compagnie de militaires, l’hypercube n’étant plus qu’une flaque brillante au sol. Elle donne le collier de Sasha à son supérieur, révélant sa vraie nature d’espionne. Afin de ne laisser aucune trace, elle est abattue sur-le-champ pendant qu’un correspondant inconnu annonce au général par téléphone que la phase 2 est terminée.

## Fiche technique
Sauf indication contraire, les informations mentionnées dans cette section peuvent être confirmées par la base de données cinématographiques IMDb,  présente dans la section « Liens externes ».
- Titre original : Cube 2: Hypercube
- Titre français : Cube²: Hypercube
- Titre québécois : Cube 2 - Hypercube
- Réalisation : Andrzej Sekuła
- Scénario : Sean Hood, Ernie Barbarash et Lauren McLaughlin, d'après une histoire de Sean Hood
- Musique : Norman Orenstein
- Direction artistique : Jon P. Goulding
- Décors : Diana Magnus et Jerri Thrasher
- Costumes : Donna Wong
- Photographie : Andrzej Sekuła
- Son : Keith Elliott, Peter Kelly, Andrew Tay
- Montage : Mark Sanders
- Production : Ernie Barbarash
  - Production déléguée : Michael Paseornek, Peter Block, Mehra Meh et Betty Orr
  - Coproduction : Suzanne Colvin
- Sociétés de production[1] : Lions Gate Films et Ghost Logic
- Sociétés de distribution[1] : Lions Gate Films (États-Unis), Metropolitan Filmexport (France)
- Pays de production :  Canada
- Langue originale : anglais
- Format[2] : couleur (DeLuxe) - 35 mm - 1,85:1 (Panavision) - son Dolby Digital
- Genres : épouvante-horreur, science-fiction, thriller, drame, mystère
- Durée : 94 minutes
- Dates de sortie[3] :
  - France : 18 juin 2003
  - Allemagne : 29 juillet 2002 (München Fantasy Filmfest)
  - Espagne : 5 novembre 2002 (Semana de Cine Fantástico y de Terror de San Sebastián)
  - Portugal : 26 février 2003 (Fantasporto Film Festival)
  - Belgique : 16 mars 2003 (Festival international du film fantastique de Bruxelles)
- Classification[4] :
  - Canada : 14A - 14 Accompaniment (Les enfants de moins de 14 ans doivent être accompagnées d'un adulte)
    - Québec : 13+ - 13 years and over (13 ans et plus)
    - Ontario : AA - Adult Accompaniment (film réservé aux personnes de 14 ans ou plus ou aux personnes de moins de 14 ans accompagnées d'un adulte)

  - France : tous publics avec avertissement[5]

## Distribution
- Kari Matchett (VF : Déborah Perret) : Kate Filmore, psychothérapeute
- Geraint Wyn Davies (en) (VF : Patrick Floersheim) : Simon Grady, détective
- Grace Lynn Kung (VF : Sophie Riffont) : Sasha, étudiante aveugle
- Matthew Ferguson (en) (VF : Denis Laustriat) : Max Reisler, programmeur de jeux vidéo
- Neil Crone (en) (VF : Michel Dodane) : Jerry Whitehall, ingénieur
- Barbara Gordon (VF : Claudie Chantal) : Mme Paley, mathématicienne à la retraite
- Lindsey Connell (VF : Juliette Degenne) : Julia, avocate
- Greer Kent : Becky Young
- Bruce Gray (VF : Philippe Ariotti) : le colonel Maguire
- Philip Akin : le général
- Paul Robbins : Tracton
- Andrew Scorer : Dr Phil Rosenzweig, physicien travaillant sur le chaos quantique

## Personnages
Comme dans le premier film, les personnages qui se réveillent dans le Cube sont à nouveau présentés comme des gens normaux enlevés puis drogués, mais l'on découvre progressivement que chacun a un lien avec l'endroit ou l'entreprise ayant vraisemblablement conduit le projet de leur prison.
- Kate Fillmore : psychothérapeute et seule survivante de l'Hypercube, elle semble avoir choisi délibérément d’être envoyée (bien qu'on lui ait effacé la mémoire immédiate) pour localiser Alex Trusk et récupérer la clé de l'Hypercube.
- Simon Grady : ce soi-disant « consultant en management » est en fait un détective privé chargé de retrouver une jeune employée de l’entreprise d'armement Izon.
- Max Reisler : programmeur de jeux vidéo qui n'a pas de double identité, contrairement aux autres protagonistes, mais certaines de ses idées de jeu, comme les « pièces à vitesse temporelle variable » (une pièce du Cube), ont été reprises dans l'Hypercube.
- Jerry Whitehall : l'ingénieur a conçu en sous-traitance les panneaux à capteurs sensoriels permettant de changer de pièce dans l'Hypercube et semble au courant de certaines rumeurs sur le but et le fonctionnement d'un tel endroit (téléportation quantique).
- Mme Paley : mathématicienne retraitée et partiellement sénile, elle révèle dans un de ses éclairs de lucidité qu'elle a en fait travaillé chez Izon Research Affiliates et qu'elle s'était opposée au général dirigeant le projet sur le principe de création de l'Hypercube, qu'elle jugeait « inhumain ».
- Sasha / Alex Trusk : étudiante aveugle et génie du piratage informatique ayant réussi à concrétiser une figure théorique telle que l'Hypercube pour le compte d'Izon et/ou de l'armée, elle s'est ensuite réfugiée à l'intérieur en emportant la clé de l'Hypercube avec elle.
- Julia : elle se révèle être l'avocate du groupe Izon.
- Becky Young : une jeune employée du groupe IZON portée disparue, dont les parents ont embauché Simon pour la localiser.
- Le professeur Philip Rozensweig : un scientifique de renom spécialisé en physique quantique et qui a visiblement été torturé avant d'être enfermé dans la structure.

## Bande originale
La musique du film a été composée par Norman Orenstein, qui composera également pour le troisième volet de la saga, Cube Zero.

## Accueil

### Accueil critique
Aux États-Unis, le long-métrage a reçu un accueil critique mitigé :
- Les utilisateurs du site Internet Movie Database ont donné un vote moyen pondéré de 5,6⁄10 sur la base de 61 809 critiques[9].
- Sur le site agrégateur américain Rotten Tomatoes, le film bénéficie d'un taux d'approbation de 45 % basé sur 11 opinions (5 critiques positives et 6 négatives) et d'une note moyenne de 5,20⁄10[6].

En France, les retours sont plutôt défavorables :
- Le site Allociné recense une moyenne des critiques presse de 2,2⁄5 sur la base 17 critiques[7] et recense une moyenne de 1,6⁄5 sur la base 541 critiques de la part des spectateurs[10].
- Sur le site SensCritique, le long métrage obtient une moyenne de 4,3⁄10 sur la base d’environ 5 800 retours du public dont 21 coups de cœur et 542 envies[11].
- L'hebdomadaire culturel français Télérama recense une moyenne de ses lecteurs de 1,78⁄5 pour 314 critiques[8].

### Box-office
| Pays ou région        | Box-office                                 | Date d'arrêt du box-office | Nombre de semaines |
| --------------------- | ------------------------------------------ | -------------------------- | ------------------ |
| États-Unis Canada     | -                                          | -                          | -                  |
| France Paris          | 1 757 071 $ 309 777 entrées 90 612 entrées | 8 juillet 2003             | 3                  |
| Total hors États-Unis | 3 563 603 $                                | -                          | -                  |
| Total mondial         | 3 563 603 $                                | -                          | -                  |

## Distinctions
En 2003, Cube² : Hypercube a été sélectionné deux fois dans diverses catégories et a remporté une récompense.

### Récompenses
- Fantasporto 2003 : Prix de la critique décerné à Andrzej Sekuła.

### Nominations
- Fantasporto 2003 : nommé au Prix international du film fantastique du meilleur film pour Andrzej Sekuła.

## Autour du film
Cube 2 est la suite de Cube réalisé par Vincenzo Natali. Le principe est exactement le même : des personnes enfermées sans raisons apparentes dans un lieu énigmatique et meurtrier, cherchant à comprendre la logique du labyrinthe pour gagner la sortie.
Par rapport à la précédente, cette version ajoute deux nouvelles données au problème à résoudre :
- L'hypercube ou « Tesseract » étant une figure impossible à reproduire physiquement, est aussi de par sa nature une figure instable. Certaines pièces sont capables d'altérer le déroulement du temps, d'autres donnent à voir des évènements passés ou à venir.

- Une nouvelle dimension spatiale : les pièces ne sont plus mécaniquement ordonnées dans un espace en 3 dimensions. En émettant la possibilité d'une 4e dimension spatiale, il est dès lors impossible de se repérer et donc de savoir dans quelle direction l'on se dirige.

Pour cette raison, les lois de la gravité telles qu'on les connait sur terre et définissant le « haut » et le « bas » ne s'appliquent plus de façon systématique dans l'hypercube.